# NGC 5927
NGC 5927 (również GCL 35 lub ESO 224-SC4) – gromada kulista znajdująca się w gwiazdozbiorze Wilka. Została odkryta przez Jamesa Dunlopa 8 maja 1826 roku. Jest położona w odległości ok. 25,1 tys. lat świetlnych od Słońca oraz 15 tys. lat świetlnych od centrum Galaktyki.